# 亚硝酸银
亚硝酸银（英語：Silver nitrite）是亚硝酸的银盐，化学式为AgNO2。它由银离子和亚硝酸根离子组成。

## 制备
- 亚硝酸银可通过硝酸银与亚硝酸的碱金属盐反应制备[5]，如硝酸银与亚硝酸钾在溶液中反应制备，生成亚硝酸银絮状沉淀[2]：

{\displaystyle \mathrm {AgNO_{3}(aq)+KNO_{2}(aq)\rightarrow \ AgNO_{2}\downarrow +KNO_{3}(aq)} }
- 此外还可以用硫酸银与亚硝酸钡反应制备：

{\displaystyle {\mathsf {Ag_{2}SO_{4}+Ba(NO_{2})_{2}\ {\xrightarrow {}}\ 2AgNO_{2}+BaSO_{4}\downarrow }}}

## 物理性质
无色或黄色晶体。正交晶系，空间群P mmn，晶胞参数a = 0.3505 nm，b = 0.614 nm，c = 0.516 nm，Z = 2。
微溶于冷水，随温度升高溶解度增大，易重结晶。不溶于乙醇。

## 化学性质
- 在亚硝酸银溶液中通入氨，蒸发得亚硝酸一氨合银：

{\displaystyle {\mathsf {AgNO_{2}+NH_{3}\ {\xrightarrow {}}\ [AgNH_{3}]NO_{2}}}}
- 溶于过量亚硝酸的碱金属盐溶液：

{\displaystyle {\mathsf {AgNO_{2}+KNO_{2}\ {\xrightarrow {}}\ K[Ag(NO_{2})_{2}]}}}
- 见光逐渐分解为银和二氧化氮[1]：

{\displaystyle {\mathsf {AgNO_{2}{\xrightarrow {hv}}\ Ag+NO_{2}\uparrow }}}

## 应用
亚硝酸银有许多应用。著名的例子包括：
- 苯胺化合物的生产。
- 通用氧化剂。
- 与有机溴化合物或有机碘化合物发生维克托·梅耶亲核取代反应，生成硝基化合物[5]。
- 硝基烯烃的合成，亚硝酸盐与碘元素原位生成硝基碘化物[6]。